# Лисичанский стекольный завод «Пролетарий»
Лисичанский стекольный завод «Пролетарий» — промышленное предприятие в городе Лисичанск Луганской области Украины.

## История
В 1912 году Ливенгофское акционерное общество купило земельный участок в районе села Лисичанск Бахмутского уезда Екатеринославской губернии Российской империи. Наличие в окрестностях залежей минерального сырья (песка и мела), топлива (каменный уголь) и проходившей рядом железной дороги стали причиной строительства здесь стекольного завода, сооружение которого началось в 1913 году.

### 1917—1991
В мае 1917 года решением Лисичанского Совета рабочих депутатов на предприятиях (в том числе, на стеклозаводе) был введён восьмичасовой рабочий день, 20 февраля 1918 года был создан Совет народного хозяйства, в ведение которого были переданы вопросы организации работы промышленных предприятий Лисичанска. В апреле 1918 года Лисичанск оккупировали немецкие войска, для борьбы с немецкими оккупантами и их пособниками на стеклозаводе была создана коммунистическая подпольная организация.
В ходе гражданской войны предприятие пострадало, но уже во второй половине 1921 года стекольный завод был восстановлен и с 1922 года возобновил работу. В 1925 году завод в 2,6 раз превысил объём производства 1915 года. В это же время при заводе был создан заводской клуб.
В 1930 году дала первый ток предприятиям Лисичанска построенная в соответствии с планом ГОЭЛРО Северодонецкая ГРЭС. После этого, в ходе индустриализации 1930х годов предприятие было реконструировано. 1 января 1932 года завод возобновил работу после реконструкции, с этого времени производство оконного стекла было полностью механизировано. В 1936 году здесь был введён в эксплуатацию цех по производству полированного стекла, на котором был установлен первый в СССР конвейер шлифования стекла и завод расширил ассортимент выпускаемых видов стекла.
В 1938 году был введён в эксплуатацию зеркальный цех.
После начала Великой Отечественной войны 68 коммунистов парторганизации завода «Пролетарий» ушли на фронт добровольцами.
Осенью 1941 года Лисичанск оказался в прифронтовой зоне. В октябре 1941 года производство было остановлено, основное заводское оборудование было эвакуировано в Удмуртскую АССР. Бои в окрестностях города продолжались полгода, 10 июля 1942 года город был оккупирован наступавшими немецкими войсками. 1 сентября 1943 года город был освобождён частями 279-й стрелковой дивизии РККА.
Началось восстановление разрушенного предприятия (общий ущерб, нанесённый которому в ходе войны составил 20 млн. рублей). 28 августа 1944 года была поставлена на сушку первая стекловаренная печь Лисичанского стеклозавода «Пролетарий». В 1944 году завод произвёл первое стекло, а в 1949 году предприятие было полностью восстановлено.
26 октября 1961 года за трудовые и производственные достижения Лисичанскому стеклозаводу «Пролетарий» было присвоено почётное звание «Предприятие коммунистического труда».
В 1966 году на предприятии был организован музей истории завода.
В целом, в советское время завод входил в число крупнейших предприятий города.

### После 1991
После провозглашения независимости Украины завод стал единственным предприятием по производству высококачественного листового полированного стекла и изделий из него на территории Украины.
В марте 1995 года Верховная Рада Украины внесла завод в перечень предприятий, приватизация которых запрещена в связи с их общегосударственным значением.
В августе 1997 года завод был включён в перечень предприятий, имеющих стратегическое значение для экономики и безопасности Украины, но в 2001 году государственное предприятие было преобразовано в закрытое акционерное общество.
В 2001 году Лисичанский стекольный завод «Пролетарий» взял в аренду имущественный комплекс остановившегося Лисичанского стекольного завода «Мехстекло», а в конце 2003 года — выкупил его долги у компании «Итера-Украина» (в дальнейшем, стеклозавод «Мехстекло» был включён в состав стеклозавода «Пролетарий» как 2-е производство Лисичанского стекольного завода «Пролетарий»).
В первом полугодии 2005 года производство в цехе листового флоат-стекла было реконструировано с использованием импортных огнеупорных материалов по проекту, который разработал проектный институт «Гипростекло» (Санкт-Петербург). Работы продолжались 100 дней и их общая стоимость составила 22,4 млн. гривен, но после завершения реконструкции в начале июля 2005 года производственная мощность цеха увеличилась на 10 %.
Начавшийся в 2008 году экономический кризис осложнил положение завода. В 2010 году завод был реорганизован в публичное акционерное общество, владельцем контрольного пакета акций которого с января 2011 года стала компания «FG Plant Holdings Limited» (Кипр). 2011 год завод закончил с убытком 72,4 млн. гривен.
В 2013 году завод остановил производство. 21 апреля 2016 года по иску НАК «Нафтогаз Украины» хозяйственный суд Луганской области возбудил дело о банкротстве завода. В декабре 2017 года завод начали разбирать на металлолом.

## Деятельность
Специализацией предприятия являлось производство листового стекла (в 2000-е годы завод изготавливал листовое флоат-стекло, мебельное стекло, зеркала для мебели, галантерейные зеркала, тонированное стекло, стеклозеркальные витрины, а также закаленное стекло с рисунком, нанесенным методом шелкографии и мебель из стекла). Также производились и закалённые стекла для сельхозтехники (в частности, тракторов ЮМЗ). 